# Thomas Lee (2e baronnet)
Pour les articles homonymes, voir Thomas Lee.
Thomas Lee, 2e baronnet (vers 1661 - 13 août 1702), est un homme politique anglais qui siège à la Chambre des communes de 1689 à 1699.

## Biographie

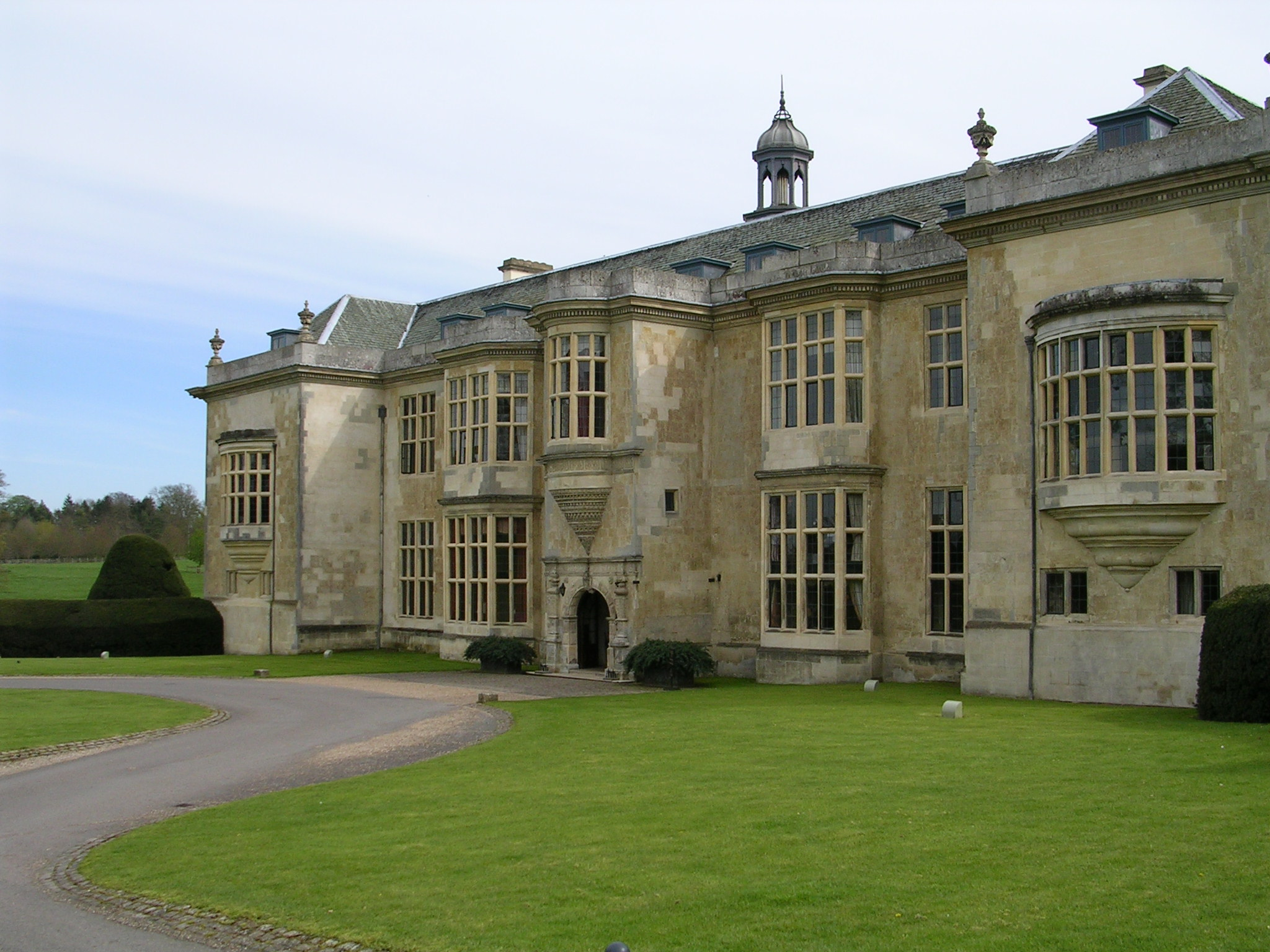
Hartwell House - siège de la famille Lee

Il est le fils de Thomas Lee, 1er baronnet de Hartwell et de sa femme Anne Davis, fille de John Davis de Pangborne, Berkshire.
En 1689, il est élu député d'Aylesbury et occupe ce siège jusqu'en 1699. Il devient baronnet de Hartwell à la mort de son père en 1691. Après sa réélection aux élections générales de juillet 1698, son élection est annulée le 7 février 1699.
Il épouse Alice Hopkins, fille de Thomas Hopkins, un marchand de Londres. Son fils aîné, Thomas, lui succède comme baronnet, son deuxième fils, William, devient Lord Chief Justice son troisième fils, John, et son cinquième fils, George, deviennent députés.